# Stazione di Châlons-en-Champagne
La stazione di Châlons-en-Champagne (in francese Gare de Châlons-en-Champagne) è la principale stazione ferroviaria di Châlons-en-Champagne, Francia.